# اکوران باررا
اکوران باررا (انگلیسی: Acorán Barrera؛ زادهٔ ۳۱ ژانویهٔ ۱۹۸۳) بازیکن فوتبال اهل اسپانیا است.
از باشگاه‌هایی که در آن بازی کرده‌است می‌توان به باشگاه فوتبال سلتاویگو، باشگاه فوتبال پومفرادینا، و باشگاه ورزشی تنریف اشاره کرد.